# The Jazz Soul of Little Stevie
The Jazz Soul of Little Stevie (рус. Джаз и соул от Маленького Стиви) — первый студийный альбом соул-музыканта Стиви Уандера, выпущенный лейблом Motown Records в 1962 году. Данный релиз был записан под творческим псевдонимом «Little Stevie Wonder» и стал полностью инструментальной работой. Артисту на момент записи было всего 11 лет. В ней Стиви показывает свои навыки игры на перкуссии, клавишных и губной гармонике[стиль]. Также он выступил в роли соавтора двух композиций.

## Список композиций
Авторы всех композиций, кроме отмеченных, Генри Косби и Клауренс Пол.
1. «Fingertips»
2. «The Square»
3. «Soul Bongo» (Марвин Гэй, Клауренс Пол)
4. «Manhattan at Six»
5. «Paulsby»
6. «Some Other Time»
7. «Wondering» (Пол, Стиви Уандер)
8. «Session Number 112» (Пол, Уандер)
9. «Bam» (Берри Горди-младший)